# Raymond Goedert
Raymond Emil Goedert (ur. 15 października 1927 w Oak Park, Illinois, zm. 9 grudnia 2023) – amerykański duchowny rzymskokatolicki, biskup pomocniczy Chicago w latach 1991-2003. 

## Życiorys
Święcenia kapłańskie otrzymał 1 maja 1952 z rąk kard. Samuela Stritcha. Pracował duszpastersko na terenie rodzinnej archidiecezji Chicago. 
8 lipca 1991 ogłoszona została jego nominacja na pomocniczego biskupa Chicago. Otrzymał wówczas stolicę tytularną Tamazeni. Sakry udzielił mu ówczesny zwierzchnik archidiecezji Joseph Bernardin. Na emeryturę przeszedł 24 stycznia 2003 roku.